# Тунгусо-маньчжурські народи
Тунгусо-маньчжурські народи — етнолінгвістична група, утворена носіями тунгуських мов (або маньчжурсько-тунгуських мов). Вони походять із Сибіру та Північно-Східної Азії.
Тунгусо-маньчжурський тип поділяється на дві основні гілки: північну (евенську або тунгуську) і південну (чжурчжень — нанайці). Іноді визнається проміжна група (орочі — удеге).

## Назва
Назва Тунгусо-маньчжурський є штучною і належним чином стосується лише постульованої мовної групи (тунгусо-маньчжурські мови). Походить від російської Tungus (Тунгус), російський екзонім евенків (евенки). Англійське використання тунгуської мови запровадив Фрідріх Макс Мюллер у 1850-х роках на основі попереднього використання німецької Tungusik Генріхом Юлієм Клапротом. Також використовується альтернативний термін маньчжури-тунгуси (Тунгусо-маньчжурские «тунгусо-маньчжурський»).
Назва Тунгуска, область східного Сибіру, обмежена на заході Єнісеєм і на сході Тихим океаном, походить від тунгусів (евенків). Російське Tungus, ймовірно, взято від східнотюркських tunguz (букв. «дика свиня, кабан», від давньотюрк. tonguz), хоча деякі вчені вважають за краще похідне від китайського слова Donghu (東胡, «Східні варвари», див. Tonggu通古«тунгуський»). Ця «випадкова схожість у сучасній вимові призвела до колись широко поширеного припущення, що мова східних ху була тунгуською. Однак у цієї теорії мало підґрунтя».

## Історія
Зазвичай припускають, що батьківщина тунгусів розташована в північно-східній Маньчжурії, десь поблизу Приамур'я. Тунгусо-маньчжурська мовна сім'я об'єднана в основному з тюркською та монгольською мовами, що утворює запропоновану лінгвістичну область алтайських (або мікроалтайського) мов. Генетичні дані, зібрані в Ульчському районі, вказують на дату мікроалтайської експансії 3500 до н. е.
Тунгуська експансія до Сибіру витіснила корінні сибірські мови, які зараз об'єднані під терміном палеосибірські. Декілька теорій припускають, що паннонські авари Аварського каганату в Центральній, Східній і Південно-Східній Європі були тунгуського походження або частково тунгуського походження (як панівний клас).
Тунгуси на річці Амур, такі як удеге, ульчі та нанайці, перейняли китайський вплив у своїй релігії та одязі з китайськими драконами на церемоніальних шатах, сувоях і спіральних конструкціях масок птахів і чудовиськ, китайський Новий рік, використання шовку та бавовни, залізних каструль і опалення будинків з Китаю.
Маньчжури спочатку походили з Маньчжурії, яка зараз є північно-східним Китаєм і Далеким Сходом Росії. Після встановлення маньчжурської династії Цін у 17 столітті вони були майже повністю асимільовані мовою та культурою етнічного населення Китаю хань.
Південно-тунгуський маньчжурський осілий спосіб життя сильно відрізнявся від способу життя кочових мисливців-збирачів-фуражів їхніх більш північних тунгуських родичів, таких як варка, які покинули державу Цін, щоб спробувати змусити їх осісти й вести сільське господарство, як маньчжури.
У 17 столітті Московське царство поширювалося на схід через Сибір і на тунгуськомовні землі, що призвело до ранніх прикордонних сутичок із китайською династією Цін, що призвело до Нерчинського договору 1689 року. Перший опублікований опис тунгуського народу, який вийшов за межі Росії в решту Європи, був зроблений голландським мандрівником Ісааком Масса в 1612 році. Він передавав інформацію з російських звітів після перебування в Москві.

## Етнічні групи

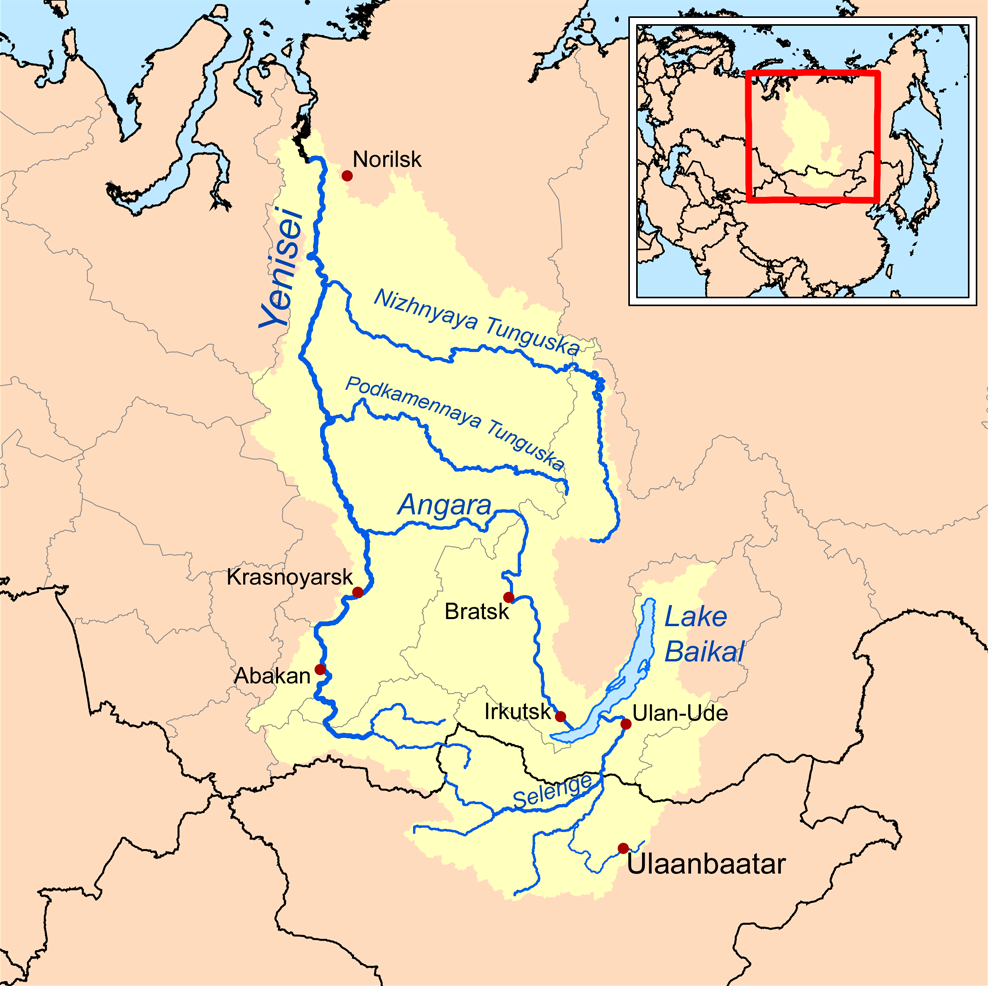
Єнісей, що утворює західну межу

«Тунгуси» (маньчжури-тунгуси) народи поділяються на дві основні гілки, північну і південну.
У південній гілці домінують маньчжури (історично чжурчжені). Китайські імператори Цін були маньчжурами, і маньчжурську групу значною мірою переклали на китайський (маньчжурська мова вмирає, станом на 2007 рік її носіями є 20 осіб).
Сибо, ймовірно, були тунгуськомовною частиною (монгольського) шивея і були завойовані розширенням маньчжурів (чжурчжень). Їхня мова взаємнозрозуміла з маньчжурською. Нанайці (голді) також походять від чжурчженів. Ороки (ульта) є відгалуженням нанайців. Іншими меншими групами, тісно пов'язаними з нанайцями, є ульчі, орочі та удеге. Удегейці проживають у Приморському і Хабаровському краях Російської Федерації.
Північну гілку переважно утворюють близькоспоріднені етнічні групи евенків (евенків) та евенів. (Евенки та евени також групуються як «евени». Їхні етноніми відрізняються лише іншим суфіксом — -n для евенів та -nkī для евенків; ендонімічно вони навіть використовують той самий прикметник для себе — ǝwǝdī, що означає «евен» евенською мовою та «евенкійський» евенкійською мовою.) Евенки живуть в Евенкійському автономному окрузі Росії, а також у багатьох частинах Східного Сибіру, особливо в Республіці Саха. Евени дуже тісно пов'язані з евенками мовою і культурою, і вони також населяють різні частини Східного Сибіру. Люди, які класифікують себе як евенки в російському переписі населення, як правило, живуть на заході та на півдні Східного Сибіру, тоді як люди, які класифікують себе як евени, як правило, живуть на сході та півночі Східного Сибіру, з деяким ступенем перекриття в середині (зокрема, в окремих районах Республіки Саха). Незначними етнічними групами також у північній гілці є негідальці та ороки. Ороки, солони і хамнігани населяють деякі частини провінції Хейлунцзян, Внутрішню Монголію та Монголію і можуть розглядатися як підгрупи евенкійської етнічної приналежності, хоча особливо солони та хамнігани тісно взаємодіяли з монгольськими народами (монголами, даурами, бурятами), і вони етнографічно досить відмінні від евенків у Росії.

## Демографія

Поширення тунгуських мов

## Популяційна генетика

### Батьківський
|                   |                               |    | Гаплогрупи (значення у відсотках) | Гаплогрупи (значення у відсотках) | Гаплогрупи (значення у відсотках) | Гаплогрупи (значення у відсотках) | Гаплогрупи (значення у відсотках) | Гаплогрупи (значення у відсотках) | Гаплогрупи (значення у відсотках) | Гаплогрупи (значення у відсотках) | Гаплогрупи (значення у відсотках) | Гаплогрупи (значення у відсотках) | Гаплогрупи (значення у відсотках) | Гаплогрупи (значення у відсотках) | Гаплогрупи (значення у відсотках) | Гаплогрупи (значення у відсотках) | Гаплогрупи (значення у відсотках) | Гаплогрупи (значення у відсотках) | |                 |
| Народ             | Мова                          | n  | C                                 | C-M217                            | C-M48                             | C-M86/M77                         | C-M407                            | O                                 | O-M122                            | O-M119                            | O-M268                            | O-M176                            | N                                 | N-Tat                             | N-P43                             | R1a                               | R1b                               | Q                                 | Others | Reference       |
| ----------------- | ----------------------------- | -- | --------------------------------- | --------------------------------- | --------------------------------- | --------------------------------- | --------------------------------- | --------------------------------- | --------------------------------- | --------------------------------- | --------------------------------- | --------------------------------- | --------------------------------- | --------------------------------- | --------------------------------- | --------------------------------- | --------------------------------- | --------------------------------- | --- | --------------- |
| Евенки (Китай)    | Північні тунгусо-маньчжурські | 41 | 43.9                              | 43.9                              | -                                 | 34.1                              | -                                 | 36.6                              | 24.4                              | 2.4                               | 9.8                               | 2.4                               | 4.9                               | 0.0                               | 2.4                               | 4.9                               | 0.0                               | 9.8                               | 0.0 | Hammer 2006     |
| Евенки (Китай)    | Північні тунгусо-маньчжурські | 26 | 57.7                              | 57.7                              | 30.8                              | -                                 | 0.0                               | 34.6                              | 23.1                              | 7.7                               | 3.8                               | 0.0                               | 3.8                               | -                                 | -                                 | 0.0                               | 0.0                               | 0.0                               | K-M9(xNO-M214, P-92R7)=3.8                                                                                     | Xue 2006        |
| Евенки (Росія)    | Північні тунгусо-маньчжурські | 95 | 68.4                              | 68.4                              | -                                 | 54.7                              | -                                 | 0.0                               | 0.0                               | 0.0                               | 0.0                               | 0.0                               | 18.9                              | 16.8                              | 2.1                               | 1.1                               | 0.0                               | 4.2                               | I1-P30=5.3 J2-M172(xM12)=2.1                                                                                   | Hammer 2006     |
| Евени (Росія)     | Північні тунгусо-маньчжурські | 31 | 74.2                              | 74.2                              | -                                 | 61.3                              | -                                 | 0.0                               | 0.0                               | 0.0                               | 0.0                               | 0.0                               | 12.9                              | 12.9                              | 0.0                               | 6.5                               | 0.0                               | 3.2                               | I2a1-P37.2=3.2                                                                                                 | Hammer 2006     |
| Нанайці (Китай)   | Амурські тунгусо-маньчжурські | 45 | 28.9                              | 22.2                              | 11.1                              | -                                 | -                                 | 51.1                              | 44.4                              | 0.0                               | 6.7                               | 4.4                               | 20.0                              | -                                 | 17.8                              | 0.0                               | 0.0                               | 0.0                               | 0.0 | Xue 2006        |
| Маньчжури (Китай) | Чжурчжень-манчжурські         | 52 | 26.9                              | 26.9                              | -                                 | 0.0                               | -                                 | 57.7                              | 38.5                              | 3.8                               | 9.6                               | 3.8                               | 5.8                               | 0.0                               | 0.0                               | 1.9                               | -                                 | 0.0                               | R2a-M124=3.8 R1-M173(xP25, M73, M269, SRY10831b)=1.9 J-12f2(xM172)=1.9                                         | Hammer 2006     |
| Маньчжури (Китай) | Чжурчжень-манчжурські         | 35 | 25.7                              | 25.7                              | 2.9                               | -                                 | -                                 | 54.3                              | 37.1                              | 2.9                               | 14.3                              | 5.7                               | 14.3                              | 0.0                               | 2.9                               | 0.0                               | 0.0                               | 0.0                               | DE-YAP(xE-SRY4064)=2.9 K-M9(xNO-M214, P-92R7)=2.9                                                              | Xue 2006        |
| Ороки (Китай)     | Північні тунгусо-маньчжурські | 22 | 90.9                              | 90.9                              | -                                 | 68.2                              | -                                 | 4.5                               | 0.0                               | 0.0                               | 4.5                               | 0.0                               | 4.5                               | 4.5                               | 0.0                               | 0.0                               | 0.0                               | 0.0                               | 0.0 | Hammer 2006     |
| Ороки (Китай)     | Північні тунгусо-маньчжурські | 31 | 61.3                              | 61.3                              | 41.9                              | -                                 | -                                 | 29.0                              | 19.4                              | 0.0                               | 6.5                               | 0.0                               | 6.5                               | 0.0                               | 6.5                               | 0.0                               | 0.0                               | 0.0                               | K-M9(xNO-M214, P-92R7)=3.2                                                                                     | Xue 2006        |
| Ульчі (Росія)     | Амурські тунгусо-маньчжурські | 52 | 69.2                              | 69.2                              | 34.6                              | 26.9                              | 0.0                               | 15.4                              | 11.5                              | 1.9                               | 1.9                               | -                                 | 5.8                               | 3.8                               | 0.0                               | 0.0                               | 0.0                               | 5.8                               | I-P37=1.9 % J1-M267(xP58)=1.9 %                                                                                | Balanovska 2018 |
| Сибо (Китай)      | Джурджень-маньчжурські        | 41 | 26.8                              | 26.8                              | 4.9                               | -                                 | -                                 | 36.6                              | 26.8                              | 7.3                               | 2.4                               | 2.4                               | 17.1                              | 4.9                               | 0.0                               | 0.0                               | -                                 | -                                 | J-12f2=7.3 P-92R7(xR1a-SRY10831.2)=2.4 DE-YAP(xE-SRY4064)=2.4 BT-SRY10831.1(xC-M130, DE-YAP, J-12f2, K-M9)=2.4 | Xue 2006        |

Тунгуси тісно пов'язані з іншими народами Північної Азії та монголами. Основною гаплогрупою евенських народів (евенків, евенів, ороків і негідальців) є субклад C-M48 (і особливо його субклад C-M86) гаплогрупи C-M217. Окрім евенських народів, C-M86 також поширений серед монголів (165/426 = 38,7 % C-M77 у вибірці калмиків, 29/97 = 29,9 % C -M86 у зразку монголів із північно-західної Монголії, 27/149 = 18,1 % C-M86 у зразку з Монголії), казахів (225/1294 = 17,39 % C-M86, з Y — ДНК, що належить до цієї клади, спостерігається в 58/76 = 76,3 % зразка Baiuly, 80/122 = 65,6 % зразка Alimuly та 30/86 = 34,9 % зразка Jetyru, три племені західного Казахстану, які спільно відомі як молодший/малий/кіші джуз або альшини), і ульчі (14/52 = 26,9 %). Гаплогрупа C Y-ДНК також є найпоширенішою гаплогрупою серед удегейців (12/20 = 60 % C-M48, 14/21 = 66,7 % C-RPS4Y711, 19/31 = 61,3 % C3*(xC3c, C3d) плюс 3/31 = 9,7 % C3c), але частота серед них субкладу C-M86 неясна.
Гаплогрупа N Y-ДНК також зустрічається серед евенкійських народів із різною частотою. Гаплогрупа N Y-ДНК у евенків басейну річки Єнісей і півострова Таймир найчастіше належить до субкладу N-P43, який вони поділяють переважно з самоїдськими та уграми Західного Сибіру. Гаплогрупа N у евенків, евенів і негідальців у Східному Сибіру (басейн річки Лени та частини на південь або схід від неї) належить переважно до субкладу N-Tat, гаплотипи якого вони часто поділяють або з якутами, або з бурятами.
Однак сучасні маньчжури демонструють відносно високу кількість гаплогрупи O2, яка поширена серед китайців хань. Дослідження маньчжурської популяції Ляонін показало, що вони мають тісний генетичний зв'язок і значний сигнал змішування з північними ханцями. Ляонінські маньчжури були сформовані з основного родового компонента, пов'язаного з селянами Хуанхе, і другорядного родового компонента, пов'язаного з стародавніми популяціями з басейну річки Амур чи інших. Таким чином, маньчжури були винятком із узгодженої генетичної структури тунгусомовних популяцій, ймовірно, через масштабні міграції населення та генетичні домішки за останні кілька сотень років.

### Матерній
Відповідно до загалом 29 зразків із досліджень мтДНК сибо, орокки і хечжени з Китаю:
| Гаплогрупа   | Поп. | %       | Примітки                                    |
| ------------ | ---- | ------- | ------------------------------------------- |
| Гаплогрупа В | 2/29 | 6,89 %  |                                             |
| Гаплогрупа С | 8/29 | 27,58 % |                                             |
| Гаплогрупа D | 6/29 | 20,68 % |                                             |
| Гаплогрупа F | 4/29 | 13,79 % |                                             |
| Гаплогрупа М | 1/29 | 3,44 %  |                                             |
| Гаплогрупа R | 1/29 | 3,44 %  |                                             |
| Гаплогрупа J | 1/29 | 3,44 %  | Знайдено 1 із 10 (10 %) зразків ороків      |
| Гаплогрупа U | 1/29 | 3,44 %  | Знайдено 1 із 9 (11,11 %) зразків Сибо      |
| Гаплогрупа Y | 4/29 | 13,79 % | Усі 4 зразки знайдені тільки у народу Хежен |
| Гаплогрупа Z | 1/29 | 3,44 %% |                                             |

283 зразки з дослідження мтДНК тунгуських евенків, евенів й удегейців у Росії, опублікованих у 2013 році, їхні основні гаплогрупи мтДНК:
| Гаплогрупа               | Поп.    | %       | Примітки                                             |
| ------------------------ | ------- | ------- | ---------------------------------------------------- |
| Гаплогрупа С             | 121/283 | 42,76 % |                                                      |
| C4b                      | 55/283  | 19,43 % |                                                      |
| C4a                      | 54/283  | 19,08 % |                                                      |
| C5                       | 11/283  | 3,89 %  |                                                      |
| Гаплогрупа D             | 69/283  | 24,38 % |                                                      |
| D4l2                     | 18/283  | 6,36 %  |                                                      |
| D5a2a2                   | 12/283  | 4,24 %  |                                                      |
| D4e4a                    | 10/283  | 3,53 %  |                                                      |
| D3                       | 8/283   | 2,83 %  |                                                      |
| D4o2                     | 8/283   | 2,83 %  | (спостерігається тільки у вибірки евенів з Камчатки) |
| D4i2                     | 5/283   | 1,77 %  |                                                      |
| D4j                      | 5/283   | 1,77 %  |                                                      |
| D4м2                     | 3/283   | 1,06 %  |                                                      |
| Гаплогрупа Z1a           | 25/283  | 8,83 %  |                                                      |
| Z1a(xZ1a1, Z1a2)         | 12/283  | 4,24 %  |                                                      |
| Z1a2                     | 9/283   | 3,18 %  |                                                      |
| Z1a1                     | 4/283   | 1,41 %  |                                                      |
| Гаплогрупа А             | 11/283  | 3,89 %  |                                                      |
| A4(xA2a, A2b1, A8, A12a) | 7/283   | 2,47 %  |                                                      |
| A12a                     | 2/283   | 0,71 %  |                                                      |
| A2a                      | 2/283   | 0,71 %  |                                                      |
| Гаплогрупа N9b           | 10/283  | 3,53 %  | (спостерігається лише у вибірці Удеге)               |
| Гаплогрупа G             | 10/283  | 3,53 %  |                                                      |
| G1b                      | 9/283   | 3,18 %  |                                                      |
| G2a1                     | 1/283   | 0,35 %  |                                                      |
| Гаплогрупа Y1a           | 8/283   | 2,83 %  |                                                      |
| Гаплогрупа М7            | 8/283   | 2,83 %  |                                                      |
| M7a2a                    | 6/283   | 2,12 %  |                                                      |
| M7c1d                    | 2/283   | 0,71 %  |                                                      |
| Гаплогрупа F1b1          | 6/283   | 2,12 %  |                                                      |

Евенські (евенки та евени) люди в Сибіру схожі на своїх північносибірських тюркських (якутів і долганів) і юкагірських сусідів щодо свого мітохондріального генофонду, демонструючи високі частоти гаплогруп C4a, C4b, C5, D4l2 і D5a2a2. D4l2, здається, є відносно поширеним серед довган, евенів і юкагірів і рідше серед якутів, тоді як D5a2a2, здається, відносно поширеним серед евенків у басейні річки Ієнгра та якутів і рідше серед евенів, юкагірів і долган. C4a, C4b і C5, здається, розподілені відносно рівномірно серед цих популяцій. Евени, евенки в басейні річки Нюкжа та юкагіри також мають значну частоту спільної гаплогрупи мтДНК Z1a, але ця гаплогрупа рідко зустрічається серед евенків у багатьох інших регіонах, а також серед якутів і долган.
Мітохондріальний генофонд удегейців різко відрізняється від генофонду евенського народу. Згідно з тим же дослідженням Duggan et al. (2013), члени вибірки удеге належать до гаплогрупи N9b (10/31 = 32,3 %, ймовірно, походить від народу Дзьомон із північної Японії), гаплогрупи C4b1 (6/31 = 19,4 %, також зустрічається серед евенків, евенів, якутів, долганів, бурят, баргутів та юкагірів; троє з шести удегейців, членів C4b1, належать до субкладу C4b1f, позначеного мутацією T14153C, яка на сьогодні спостерігалася лише в удегейців), гаплогрупа M7a2a3 (5/31 = 16,1 %, ймовірно, походить від народу Дзьомон, але також спостерігається в евенків у басейні річки Нюкжа та серед бурят), гаплогрупа M8a1b (4/31 = 12,9 %, споріднена японській гаплогрупі M8a1a), гаплогрупа M9a1a1a2 (3/31 = 9,7 %, цей субклад також був знайдений у нівхів і належить переважно до японської, а також корейської, хамніганської, калмицької, китайської та тибетської гілок клади M9a1a1, яка широко поширена у Східній Азії та особливо поширена серед сучасних тибетців), гаплогрупа Y1a (2/31 = 6,5 %, спільна в основному з хечжень, іншими амурськими тунгусами/народом нані та нівхами) і C4a1a4a (1/31 = 3,2 %, також спостерігається в тибетців, баргутів, бурят, киргизів, алтайських кижів, телеутів, шорів, якутів, евенків і евенів).
Мітохондріальний генофонд ульчів, тунгусомовного народу, який проживає в нижній частині басейну річки Амур, у деталях відрізняється як від евенських народів, так і від удегейців. За даними Sukernik та ін. (2012), мітохондріальна ДНК сучасної популяції ульчів належить переважно до гаплогрупи Y1a (69/160 = 43,1 %), яка є спільною з нівхами, коряками, евенами та монголами та, за оцінками, має час до останнього загальний предок приблизно 6000 (95 % ДІ 3300 <-> 8800) років тому на основі повних геномів або приблизно 1800 (95 % ДІ 800 <-> 2900) років тому на основі синонімічних позицій. Ще 20 % сучасної популяції ульчі належать до мітохондріальної ДНК гаплогрупи D, яка є значно різноманітнішою, ніж їхня мтДНК гаплогрупи Y1a, і її можна розділити наступним чином: 12/160 = 7,5 % D4o2, 4/160 = 2,5 % D4h, 3/160 = 1,9 % D4e4, 3/160 = 1,9 % D4j, 2/160 = 1,25 % D3, 2/160 = 1,25 % D4c2, 1/160 = 0,6 % D4a1, 1/160 = 0,6 % D4b2b, 1/ 160 = 0,6 % D4g2b, 1/160 = 0,6 % D4m2, 1/160 = 0,6 % D4o1, 1/160 = 0,6 % D5a. Гаплогрупи C (20/160 = 12,5 %, включаючи 11/160 = 6,9 % C5, 5/160 = 3,1 % C4b, 3/160 = 1,9 % C4a1, 1/160 = 0,6 % C1a) і G (14/160 = 8,75 %, включаючи 12/160 = 7,5 % G1b і 2/160 = 1,25 % G2a1) також добре представлені. Залишок пулу мітохондріальної ДНК ульчі складається з гаплогруп N9b (7/160 = 4,4 %), M8a (6/160 = 3,75 %), F1a (5/160 = 3,1 %), M7 (4/160 = 2,5 %), M9a1 (1/160 = 0,6 %), Z1a2(xZ1a2a) (1/160 = 0,6 %) і B5b2 (1/160 = 0,6 %). Крім дуже високої частоти мтДНК гаплогрупи Y1a серед ульчі, вони також мають більшу частку C5, ніж C4b або C4a, на відміну від удегейців, евенів або евенків. Гаплогрупа D мтДНК Ulchi дуже різноманітна, але найбільш часто спостережуваним субкладом є D4o2, який Duggan et al. (2013) спостерігали лише у своїй вибірці евенів із Камчатки серед своїх вибірок тунгуських народів. Другий найпоширеніший субклад гаплогрупи D серед ульчі, D4h, не спостерігався серед зразків евенків, евенів чи удегейців у Duggan et al. (2013), але це спостерігалося в людей з Китаю, Японії, Таїланду, Філіппін та Америки. Як і в удегейців, в ульчів відсутній D4l2, субклад гаплогрупи D, який найчастіше спостерігається серед сибірських евенків і евенів, а також гаплогрупа A. Гаплогрупа Z1a, яка дуже часто зустрічається в деяких зразках евенів і евенків, спостерігалася лише в форма рідкісного базального Z1a2* в однієї особини ульчі. Невеликий відсоток евенів та евенків належать до гаплогрупи F1b, яка широко поширена в Центральній Азії та північній частині Східної Азії, тоді як невеликий відсоток ульчі належить до гаплогрупи F1a, останню кладу можна знайти переважно в Південно-Східній Азії, а також у Китаї, Кореї і Японії.
Проєкт різноманітності геному людини (HGDP) включив невеликі зразки трьох тунгуських популяцій із КНР у свою панель: сибо, ороки та хежени. Вибірка хеженів становила десять осіб, гаплогрупи мтДНК яких Y1a (4/10 = 40 %), C5 (1/10 = 10 %), C5d1 (1/10 = 10 %), D4o2a1 (1/10 = 10 %), B5b2a1b (1/10 = 10 %) і F1d (1/10 = 10 %). Вибірка ороків також становила десять осіб, чиї гаплогрупи мтДНК D3 (4/10 = 40 %), B4d (1/10 = 10 %), C4a1 (1/10 = 10 %), F1b1 (1/10 = 10 %), F1c (1/10 = 10 %), J1c10a1 (1/10 = 10 %) і M11 (1/10 = 10 %). Вибірка сибо становила дев'ять осіб, гаплогрупи мтДНК яких C5d1 (2/9 = 22,22 %), C5a1 (1/9 = 11,11 %), C4a1'5 (1/9 = 11,11 %), D4b2 (1/9 = 11,11). %), F1a1c (1/9 = 11,11 %), R11b (1/9 = 11,11 %), U4a2a1 (1/9 = 11,11 %) і Z3a (1/9 = 11,11 %).
Дані, схоже, відображають певний потік генів між народами, що живуть навколо Охотського моря (коряками, нівхами, айнами тощо), з одного боку, та народами, що живуть у Центральній Азії (тюрками, монголами), з іншого. Незначний зв'язок із берінгійськими популяціями (чукотсько-камчатськими, ескімосько-алеутськими, на-денськими) очевидний у наявності мтДНК, яка належить до гаплогрупи D2, гаплогрупи D3 та гаплогрупи A2a серед сучасних північних тунгусів.

## Галерея

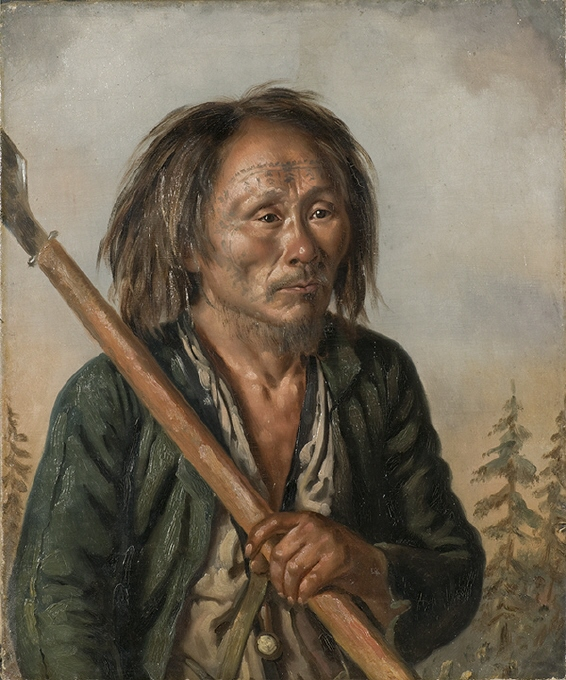
Карл Петер Мазер «Портрет тунгуса» (1850)
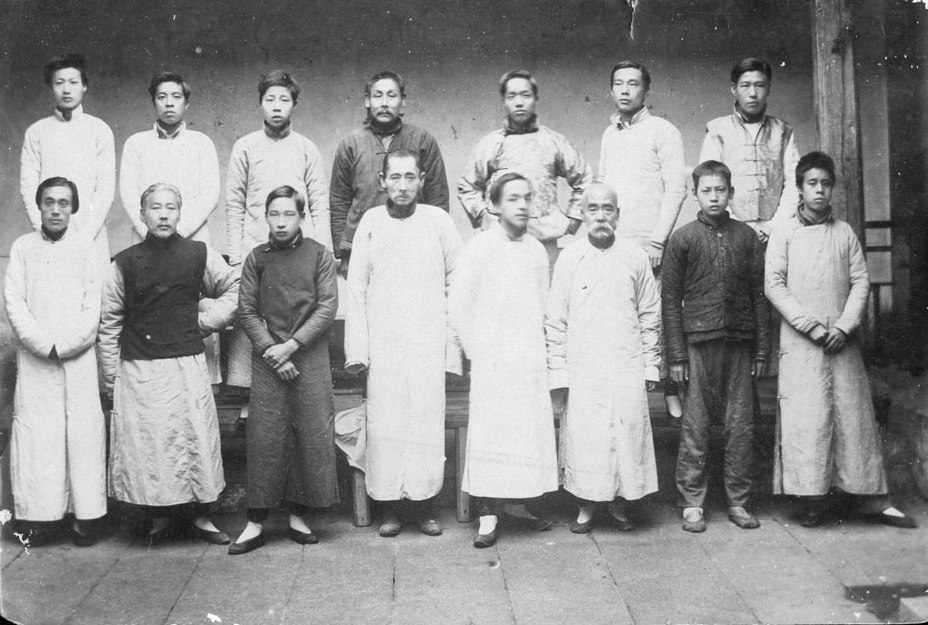
Маньчжурці у Фучжоу в 1915 році
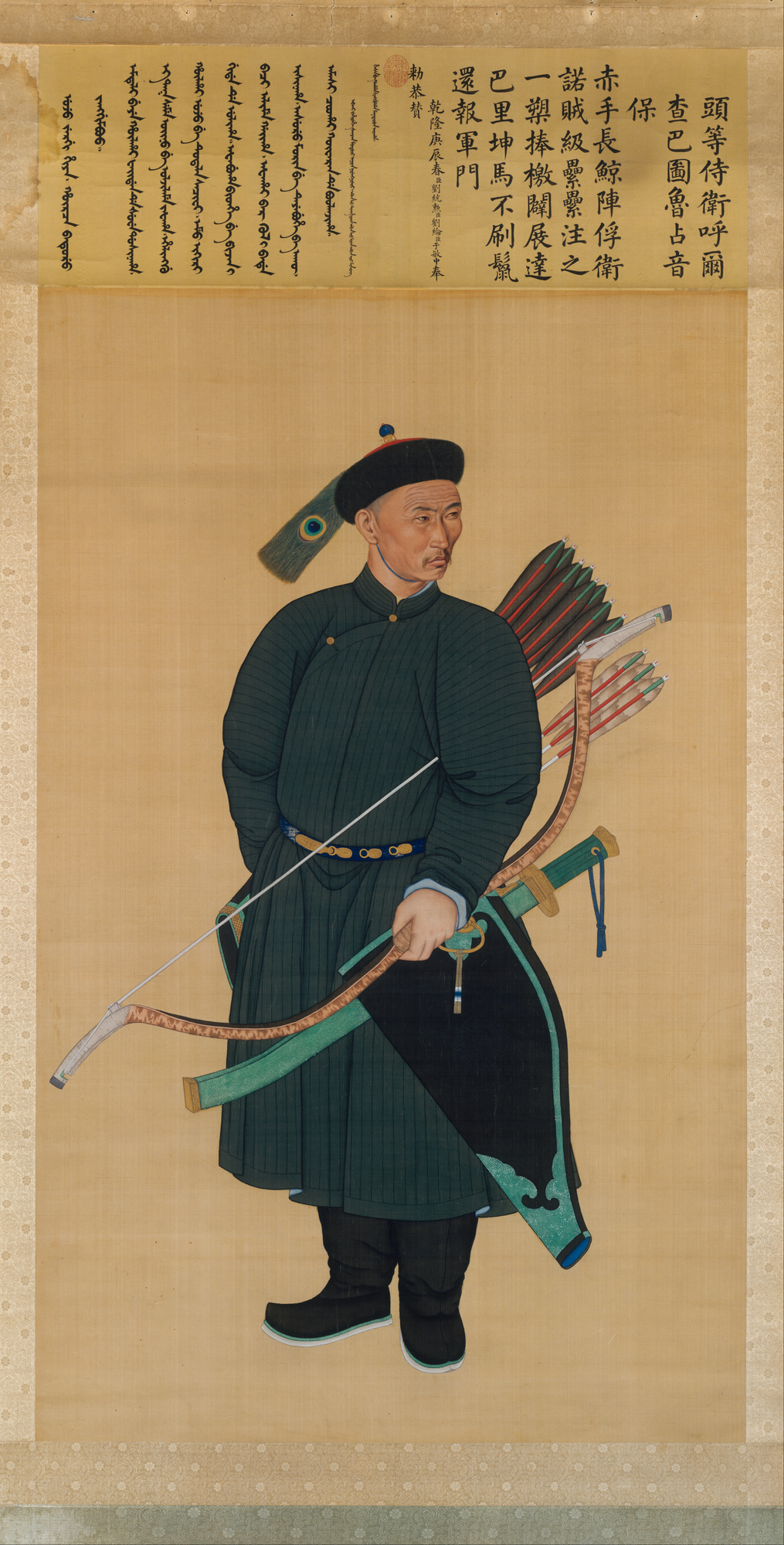
Маньчжурський охоронець
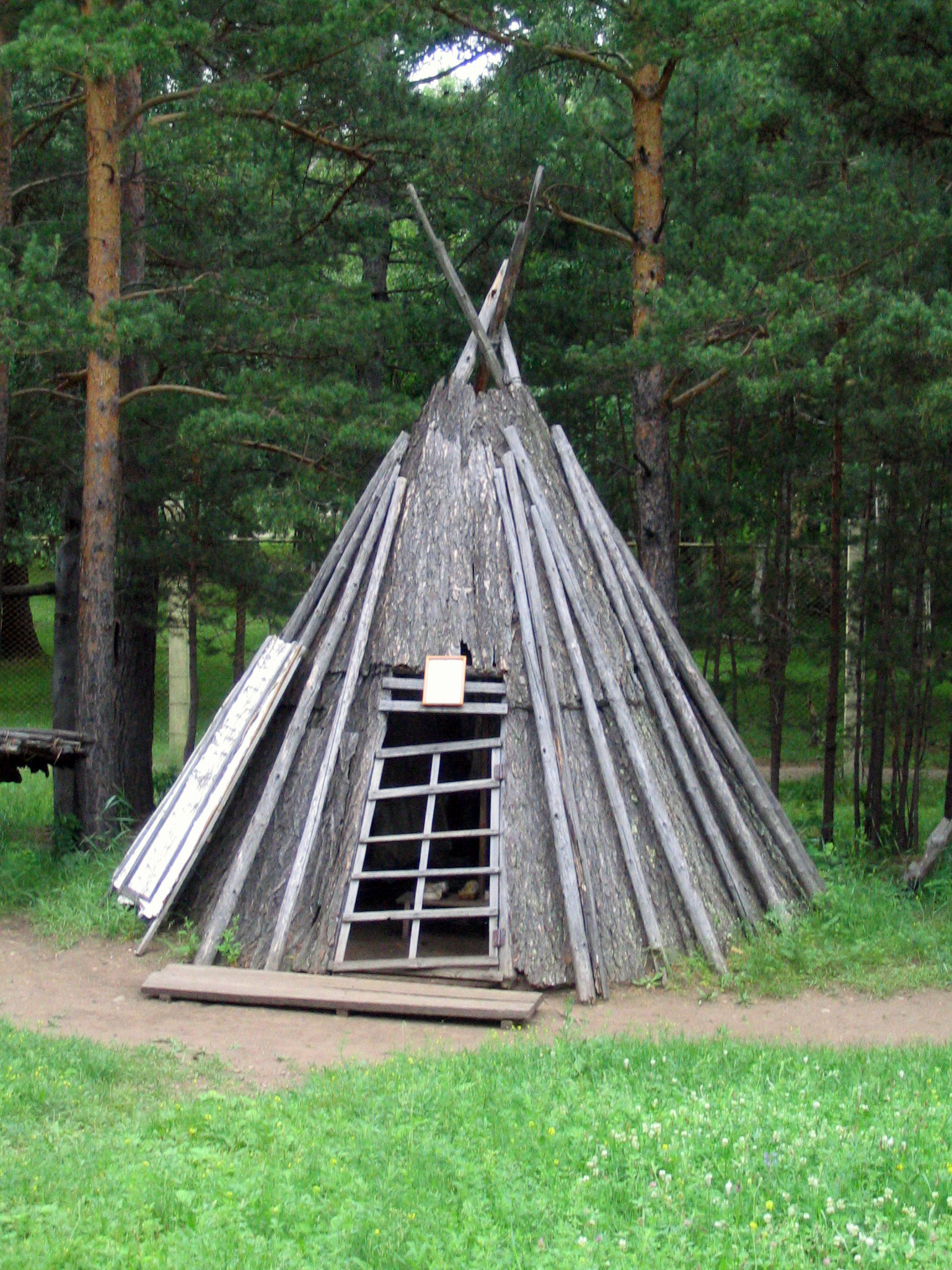
Дерев'яний будинок евенків
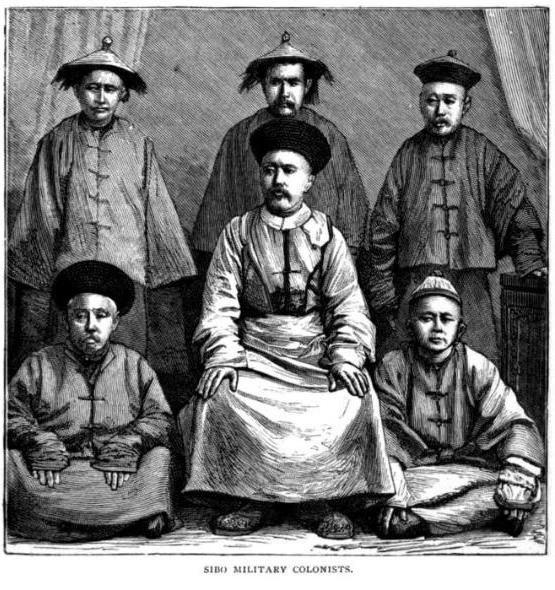
Сибські військові колоністи (1885)
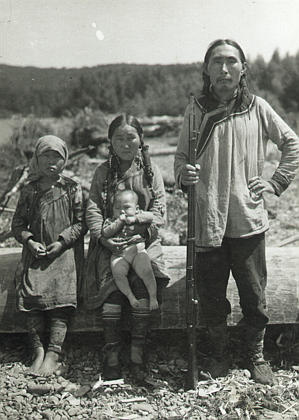
Удегейська сім'я
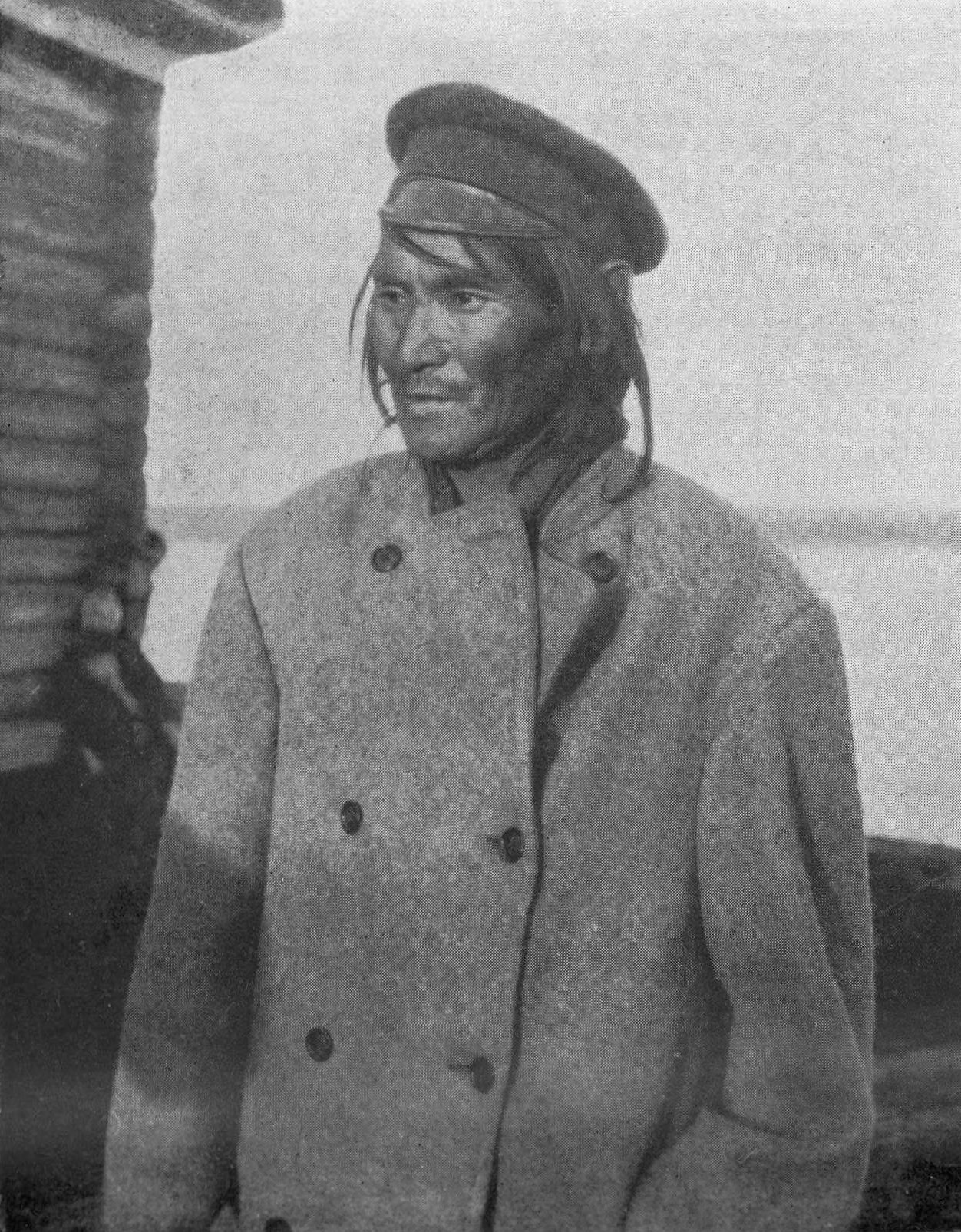
Тунгус у Ворогово, Сибір (1914)
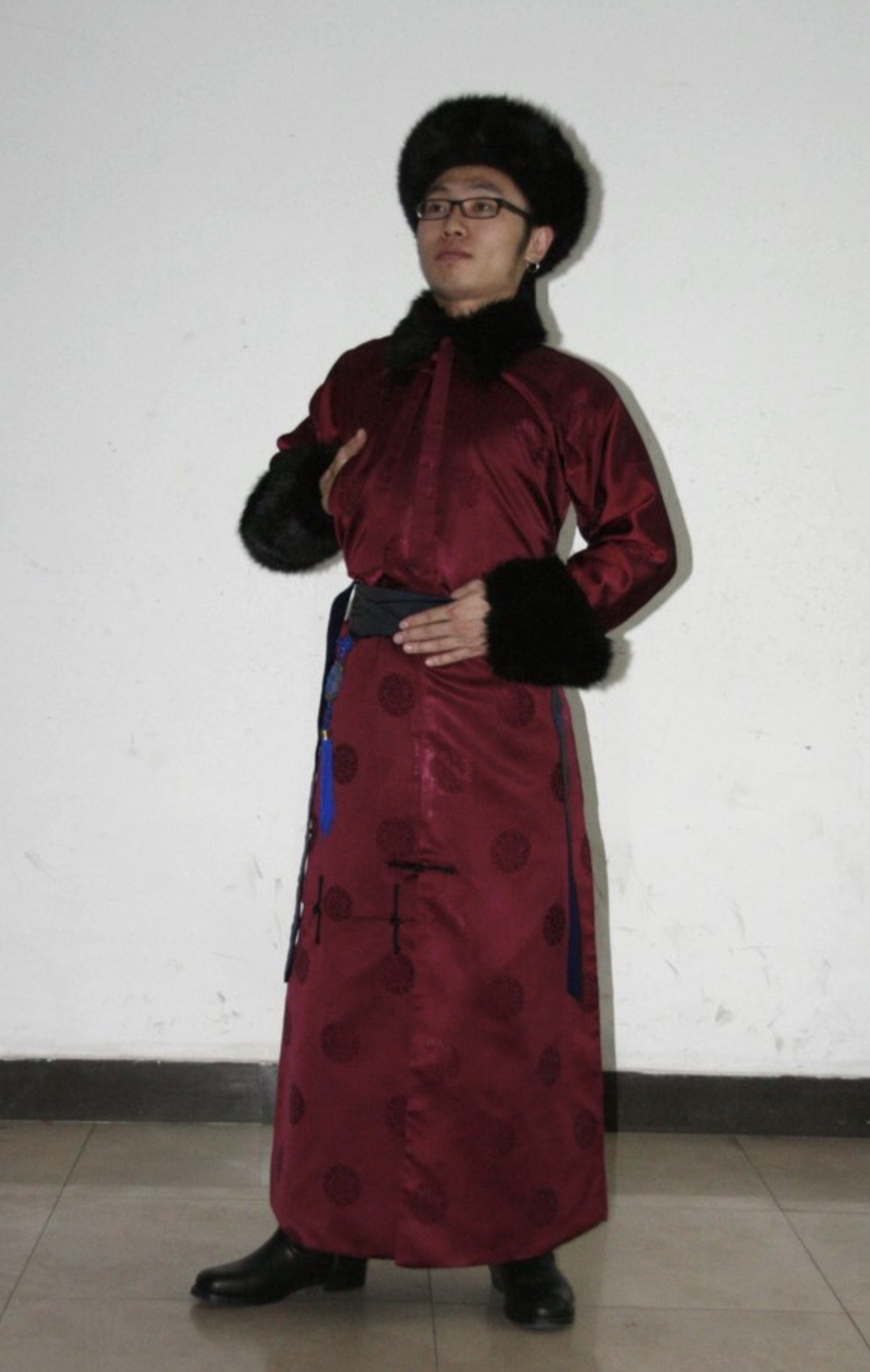
Маньчжурець у традиційному одязі